# 謝百城
謝百城（1882年—1951年3月26日），名書麟，四川省中江縣今長安鄉人，曾任立法院立法委員。

## 經歷
- 光緒八年(1882年)生。
- 光緒十九年(1893年)，隨父至山西翼城縣讀書
- 光緒二十七年(1901年)，赴京師順天府應試
- 光緒三十三年(1907年)，入北京法政學堂
- 宣統二年(1910年)畢業，同年十二月，由雷古冢(四川內江人)介紹加入中國同盟會。
- 民國二年(1913年)，當選為四川省議會議員，7月，二次革命，參加熊克武、楊庶堪的反袁活動，任涪陵縣縣長，事敗奔上海。
- 民國三年(1914年)，入日本明治大學法律系，後回國。
- 民國四年(1915年)秋，經楊庶堪、曹叔實介紹，加入孫中山新組織的中華革命黨。
- 民國五年(1916年)，袁世凱故，奔上海見孫中山，後返成都。
- 民國七年(1918年)，被靖國軍石青陽部聘為參贊。
- 民國八年(1919年)，石青陽升任靖國軍四川陸軍第六師師長後，謝百城任顧問，並代表石赴成都、重慶接洽軍政事務。
- 民國十一年(1922年)，謝百城以石青陽、熊克武、劉成勳名義赴廣州向孫中山報告川事。
- 民國十二年(1923年)5月21日，任大本營諮議。[1]
- 民國十四年(1925年)，派任中國國民黨四川臨時省黨部籌備員
- 民國十七年(1928年)至廿五年(1936年)，先後任國民革命軍總司令部諮議、中國國民黨中央黨史史料編纂委員會採訪、國民政府蒙藏委員會簡任秘書（1932年1月-1935年4月30日）、國民政府司法行政部編譯。
- 民國卅一年(1942年)，任中江縣臨時參議會議長。
- 民國卅四年(1945年)10月，任中江縣參議會參議長。
- 民國卅七年（1948年），當選四川省第十選區立法委員
- 民國卅七年（1948年）3月上旬，赴南京參加立法院第一次會議，任內政及地方自治委員會召集委員。會議期間參加中國國民黨中央執行委員會調查統計局。
- 民國卅八年(1949年)7月，赴廣州參加立法院會議（第１屆第４會期？），因臺灣立法委員末到，不足法定人數，由謝百城等立法委員簽名提議中央國民政府遷駐重慶，通過此議案後的第三天，謝抵渝參加緊急會議。11月，謝回中江召開參議會8次，與縣長彭心明，縣黨部書記長曾望堯密議，在全縣徵收黃穀10噸，組織4個臨時警察中隊，購買電臺、槍支，並將全縣分為9個遊擊區，設9個指揮所，繼又籌集應變經費3萬餘元，準備同縣長彭心明赴石泉開展遊擊戰。
- 民國卅八年(1949年)12月26日，解放軍進入中江，謝奔成都，後被捕。
- 1951年3月26日被殺

## 出席立法院會期委員會
第一屆第一會期
- 內政及地方自治委員會 召集委員
- 農林及水利委員會
- 刑法委員會